# Федонюк Ярослав Іванович
Ярослав Іванович Федонюк (нар. 10 квітня 1940, с. Білопілля Грубешівського району Люблінської області (нині Польща) — 5 липня 2017, м. Тернопіль) — український вчений-анатом, педагог, Заслужений діяч науки і техніки УРСР, доктор медичних наук, професор Тернопільського медичного університету ім. І. Я. Горбачевського.

## Життєпис
Ярослав Федонюк народився 10 квітня 1940 року в селі Білопілля Грубешівського району Люблінської області, (зараз Польща пол. Białopole (województwo lubelskie). У 1968 році закінчив Тернопільський державний медичний інститут. Учень і послідовник професорів Василя Пікалюка та Володимира Ковешнікова (з деяких питань).
Пройшов шлях від старшого лаборанта до професора — завідувача кафедри. Академік Міжнародної академії інтегративної антропології, заслужений діяч науки і техніки УРСР. З 1984 року, чверть сторіччя завідував кафедрою анатомії людини Тернопільського медичного університету ім. І. Я. Горбачевського.
З 2006 року професор тієї ж кафедри. Напрямок наукових досліджень Ярослава Федонюка — функціональна морфофізіологія кісткової системи організму людини;Закономірності адаптаційно-компенсаторних механізмів кісткової системи організму людини.
Помер 5 липня 2017 року в місті Тернополі.

## Доробок
Автор понад 350 наукових праць, у тому числі навчальних посібників та підручників, зокрема: «Функціональна анатомія», «Анатомія людини з клінічним аспектом» та інших.
Підготував 4 кандидатів та докторів наук.